# Weymouth Wales
El Weymouth Wales es un equipo de fútbol de Barbados que juega en la Primera División de Barbados, la liga de fútbol más importante del país.

## Historia
Fue fundado en el año 1960 en la ciudad de Carrington Village con el nombre New South Wales hasta 1982, al llamarse Pan-Am Wales, el cual solamente usaron por 2 años hasta 1984, cuando cambiaron el nombre por el que llevan actualmente. Es el equipo más ganador de Barbados con 16 títulos de liga y 8 títulos de Copa.
A nivel internacional ha participado en 1 torneo continental, en la Copa de Campeones de la Concacaf del año 1985, donde fueron eliminados en la Primera ronda por el CS Moulien de Isla Guadalupe.

## Palmarés
- Primera División de Barbados: 20

1962, 1964, 1967, 1969, 1970, 1971, 1972, 1973, 1974, 1975, 1976, 1978, 1981, 1984, 1987, 2012, 2017, 2018, 2023, 2024
- Barbados FA Cup: 6

1967, 1969, 1970, 1972, 1975, 1984, 1987, 2011, 2014

## Participación en competiciones de la Concacaf
- Copa de Campeones de la Concacaf: 1 aparición

1985: primera ronda
- CFU Club Shield: 1 aparición

2025: Subcampeón